# Franz Toula
Franz Toula, född 20 december 1845 i Wien, Österrike, död 3 januari 1920 i  Wien, var en österrikisk geolog, som  1880–1917 var professor i mineralogi och geologi vid Tekniska högskolan i Wien. Han genomförde geologiska resor i Uralbergen, Balkanhalvön, Krim, Dobrudzja, Bukovina, Mindre Asien, Moldova och Alperna samt redogjorde för dessa genom avhandlingar i "Zeitschrift der Deutschen geologischen Gesellschaft" och i Geologische Bundesanstalts i Wien förhandlingar.

## Biografi
Toula studerade geologi och paleontologi vid Tekniska högskolan i Wien under handledning av Ferdinand von Hochstetter, vars assistent han blev 1869. År 1872 blev han lärare (professor i Österrike) i naturhistoria och geografi vid realskolan i Gumpendorf. År 1877, efter sin habilitering, blev han privat föreläsare, 1880 docent och från 1884 professor i geologi och mineralogi vid Tekniska högskolan som efterträdare till Hochstetter, som tog över förvaltningen av Naturhistoriska museet 1880. År 1893/94 var han rektor. Han gick i pension 1917. Han var även hovrättsråd.

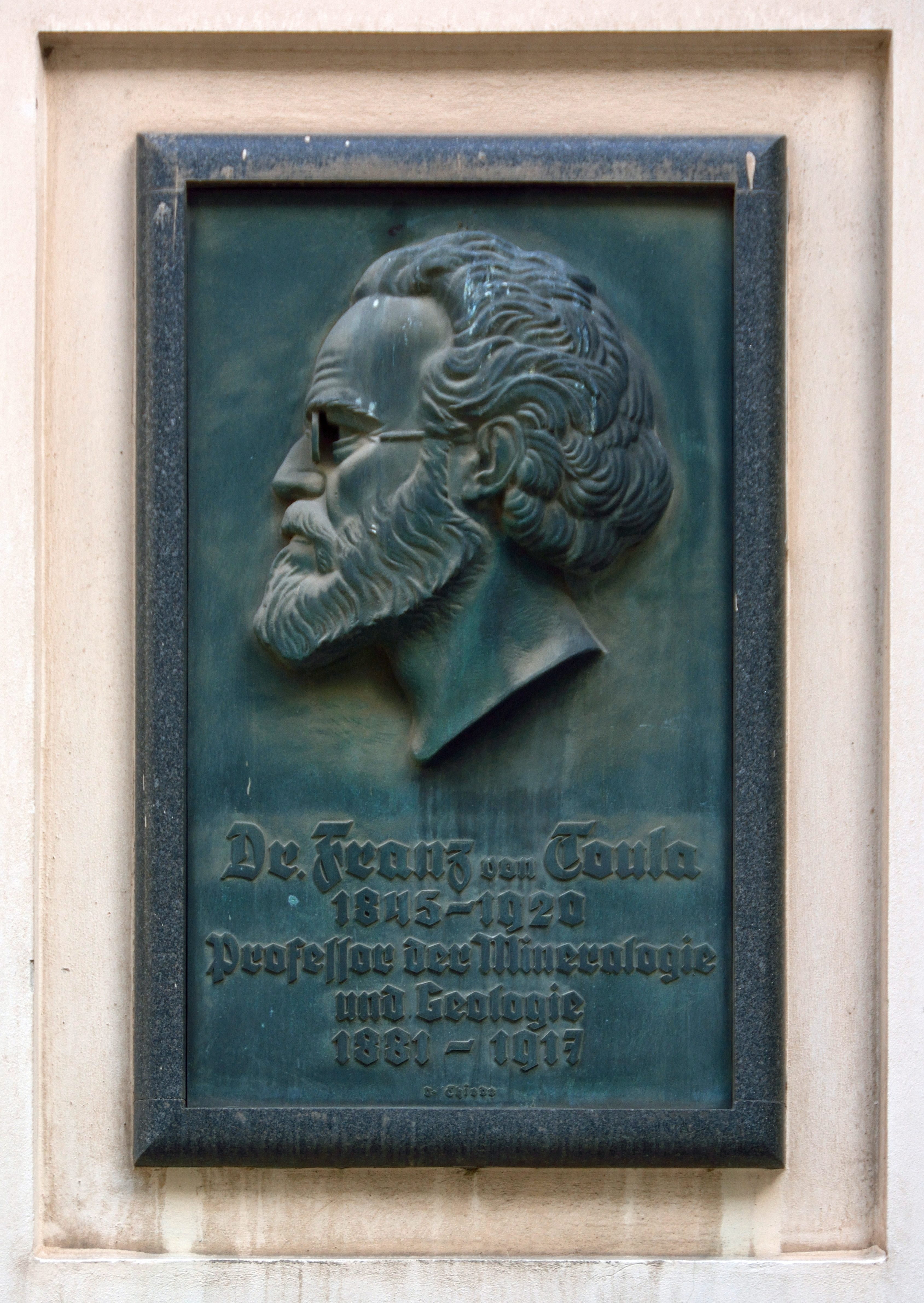
Minnestavla för Franz von Toula på innergården i TU Wien

## Vetenskapligt arbete
Toula ägnade sig ursprungligen åt bearbetningen av mineralsamlingar från Spetsbergen, Östra Grönland och Novaja Zemlja, men skrev också om geologi för wienska dagstidningar (till exempel från en Uralexpedition 1872/73 eller från Vesuvius) och höll föreläsningar i Wiens förbund för spridning av vetenskaplig kunskap, som han blev vicepresident för 1886. År 1888 blev han medlem av Vetenskapsakademien Leopoldina.
Från 1870-talet och framåt bedrev han geologisk forskning på uppdrag av Vetenskapsakademien på västra Balkan och Bulgarien tillsammans med Melchior Neumayr från Grekland. Ytterligare forskningsresor till Balkan följde 1880, 1884 och 1890. Han forskade också på Krim 1888, i Dobruja 1892, i Bukovina 1893, om Bosporen och Mindre Asien 1895 och i Rumänien 1896/97. Tillsammans med Theodor Fuchs och andra grundade han Naturwissenschaftliches Orientverein i Wien. Ett annat intresseområde för honom var geologin och paleontologin i Wiens omgivningar, där han behandlade både ryggradslösa djur (ammoniter, även mikropaleontologi av djupa borrhål i Wienbäckenet) och ryggradsdjur (tertiära fynd från Österrike) och var en skicklig preparator.